# Cratere Minervina
Minervina è un cratere sulla superficie di 4 Vesta.